# Fernando Galetto
Fernando Galetto, né le 13 avril 1971 à Monte Cristo (Argentine), est un footballeur argentin, qui évoluait au poste de milieu défensif au Racing Córdoba, à Talleres, à Lanús, à San Lorenzo et au Panathinaïkos ainsi qu'en équipe d'Argentine.
Galetto ne marque aucun but lors de son unique sélection avec l'équipe d'Argentine en 1995.

## Carrière de joueur

### Clubs
- 1990-1992 : Racing Córdoba
- 1992-1993 : Talleres
- 1993-1994 : Lanús
- 1994-1999 : San Lorenzo
- 1999-2002 : Panathinaïkos
- 2002-2003 : Lanús
- 2004-2005 : Racing Córdoba

### Palmarès

#### En équipe nationale
- 1 sélection et 0 but avec l'équipe d'Argentine en 1995

#### Avec San Lorenzo
- Vainqueur du Championnat d'Argentine en 1995 (Tournoi de clôture)